# Gat ratllat

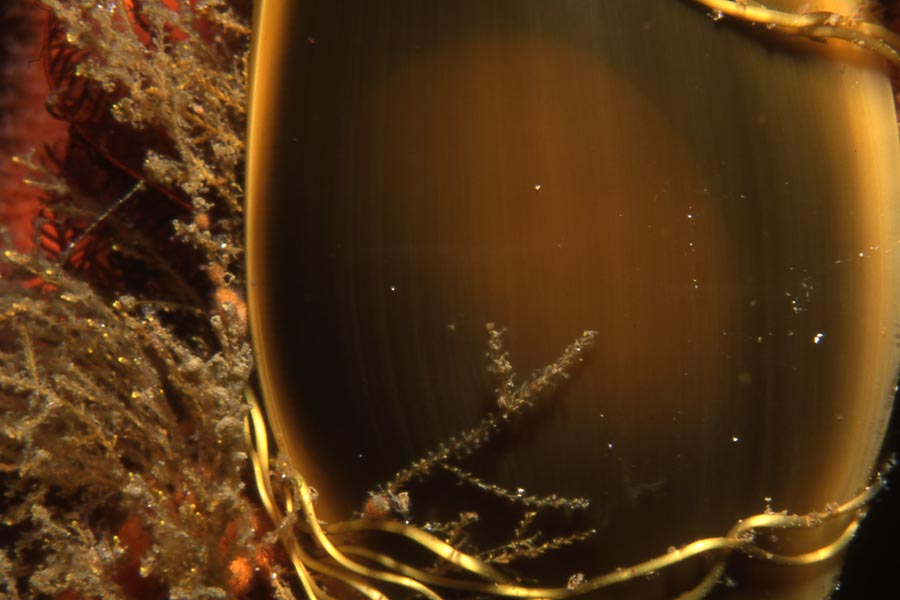
Ou

El gat ratllat (Poroderma africanum) és una espècie de peix de la família dels esciliorrínids i de l'ordre dels carcariniformes.

## Morfologia
- Els mascles poden assolir 101 cm de longitud total.[1][2]

## Reproducció
És ovípar.

## Alimentació
Menja principalment crustacis però, també, peixos osteïctis i cefalòpodes.

## Depredadors
A Sud-àfrica és depredat per Notorynchus cepedianus.

## Hàbitat
És un peix marí de clima subtropical que viu fins als 100 m de fondària.

## Distribució geogràfica
És un endemisme de Sud-àfrica.